# مونسون (ماساچوست)
مونسون، ماساچوست
مونسون(به انگلیسی: Monson) شهرکی در شهرستان همپدن ایالت ماساچوست می‌باشد که در سال ۱۷۷۵ بنیان‌گذاری شده‌است. این شهرک در سرشماری سال ۲۰۱۰ میلادی، ۸٬۵۶۰ نفر جمعیت داشته‌است.